# Медфорд Лејкс (Њу Џерзи)
Медфорд Лејкс (енгл. Medford Lakes) град је у америчкој савезној држави Њу Џерзи.

## Демографија
По попису из 2010. године број становника је 4.146, што је 27 (-0,6%) становника мање него 2000. године.
| Група             | 2000.         | 2010.         |
| Белци             | 4.068 (97,5%) | 3.992 (96,3%) |
| Афроамериканци    | 18 (0,4%)     | 19 (0,5%)     |
| Азијати           | 20 (0,5%)     | 40 (1,0%)     |
| Хиспаноамериканци | 41 (1,0%)     | 70 (1,7%)     |
| Укупно            | 4.173         | 4.146         |